# Твикель (замок)
Твикель (нидерл. Twickel) — средневековый замок к северу от городка Делден, в общине Хоф-ван-Твенте, в провинции Оверэйссел, Нидерланды. Признан памятником архитектуры. До сих пор используется в качестве жилой резиденции. По своему типу относится к замкам на воде.

## История

### Ранний период
Первое упоминание о Твикеле относится к 1347 году. Тогда Херман I ван Твикель приобрел поместье Айзинк близ Делдена. Возведённый укреплённый хозяйский дом получил название Твикель. Предшественник нынешнего замка находился несколько в стороне от современного. Раскопки фундамента этого сооружения проходили в конце 1970-х годов. Самые старые сохранившиеся части нынешнего комплекса датируются серединой XVI века.
Поместье располагалось на равнине. Поэтому самым очевидным способом защиты замка от вражеского нападения стало создание обводного рва, наполненного водой. В крепость, оказавшуюся на искусственном острове, можно было попасть только по подъёмному мосту. Главный вход находился в восточной части. Через некоторое время перед ним появился ещё один искусственный остров с укреплениями, который играл роль форбурга. Здесь разместились многочисленные склады, кузница, конюшни, а также дома для слуг и солдат.
Представители семьи ван Твикель владели замком и поместьем на протяжении трёх столетий — с XIV по XVI век. За это время комплекс неоднократно перестраивался. Постепенно из крепости он превратился в роскошную жилую резиденцию.

### Эпоха Ренессанса
В третьей четверти XVI века замок перешёл в собственность семьи ван Раэсфельт (через брак Госсена ван Раэсфельта-старшего с Агнес ван Твикель, дочерью прежних хозяев). Представители данного рода владели поместьем более ста лет. Вскоре после смены собственника прошли масштабные работы по реконструкции прежнего средневекового замка. Комплекс приобрёл черты, характерные для архитектуры раннего Возрождения. Над главным входом имеется каменная плита, на которой выбит год завершения работ — «1551».
Вокруг замка устроили огороды, клумбы и разбили сады. Со временем образовался обширный парк с прудами и оранжереями.
Во второй половине XVII веке замок оказался во владении семьи ван Вассенар Обдам. И снова через брак. На этот раз после того, как Адриана София ван Раесфельт в 1676 вышла замуж за Якоба II ван Вассенера Обдама. Этот род оставался собственником резиденции более стал лет. Затем Твикель выкупили представители знатной семьи ван Хеккерен ван Вассенар. Данный род владел замком вплоть до начала XX века, пока не пресёкся.
Владельцы Твикеля занимали в Нидерландах различные государственные должности. В частности, сразу несколько собственников имели должность «дроста ван Твенте» (судебного пристава Твенте). Замок в этой связи служил административным центром, здесь размещались различные службы региона Твенте. Кроме того, благодаря этим функциям Твикель также регулярно служил местом проведения политических переговоров и официальных приёмов. В итоге прекрасно сохранившийся архив Твикеля содержит не только бумаги, относящиеся к самому сооружению и его обитателям, но и много важных документов по истории Твенте. 

### XIX век
В 1831 году замок в третий раз через брак перешёл в собственность новых владельцев — семьи Хеккерен. Это произошло после того, как Вассенер Обдам вышла замуж за Якоба Дерка Карла ван Хеккерена. В 1847 году супруги решили частично перестроить замок. Наступала эпоха романтизма. Зданию решили придать черты рыцарского замка. В итоге в северной части возвели высокую квадратную башню. Прилегающее крыло перестроили по проекту английского архитектора Роберта Хескета.

### XX век
Последний барон замка Твикель, Родольф Фредерик ван Хеккерен ван Вассенар в 1900 году инициировал работы по реставрации семейной резиденции. Руководителем выступил английский архитектор Уильям Сэмюэль Уэзерли. Среди прочего он оснастил главное здание различными современными удобствами, включая водопровод и канализацию. С тех пор замок сохраняется практически в неизменном виде.
Замок благополучно пережил все бедствия Первой и Второй мировых войн (в 1914-1918 годах Нидерланды сохраняли нейтралитет, а в годы немецкой оккупации 1940-1944 года боевые действия обошли Твикель стороной).
В 1953 году барон Родольф Фредерик ван Хеккерен ван Вассенар передал управление замком Твикель и окружающим поместьем под контроль специально созданного фонда. Супруга последнего частного владельца была председателем правления этой организации до своей смерти. Фонд успешно функционирует по сей день.
Незадолго до смерти баронесса (которая не имела детей) оставила распоряжение, согласно которому замок должен непременно оставаться обитаемым и после её смерти. В итоге право использования комплекса в качестве жилой резиденции перешло к её троюродному брату, графу Кристиану цу Кастель-Рюденхаузену. Этот человек проживал в Твикеле с 1982 года до своей смерти 21 января 2010 года. После этого право жить в замке перешло к его сыну, Родерику цу Кастель-Рюденхаузену, который с 2013 года проживает там со своей семьёй.

## Известные владельцы замка

### Род ван Твикель
- 1347–: Херман I ван Твикель Энгельбертсзон[нидерл.] († в 1359 году или позже)

–1417: Херман II ван Твикель († в 1423 году или позже)
- 1417-1422: Херман III ван Твикель[нидерл.] († до или после 1421)
- 1422-1449: Йохан I ван Твикель[нидерл.] († 1449)
- 1449-1500: Йохан II ван Твикель[нидерл.] († 1500)
- 1500-1539: Йохан III ван Твикель[нидерл.] († 1539)

### Род ван Раесфельт
- 1539-1551 — около 1580: Агнес ван Твикель[нидерл.] († 1551) и с 1537 Госсен ван Раэсфельт-старший[нидерл.] (1510–1580)
- 1562-1604: Йохан I ван Раэсфельт[нидерл.] († 1604)
- 1604-: Йохан II ван Раэсфельт[нидерл.] († 1648)

–1683: Адольф Хендрик ван Раэсфельт (1625-1682)

### Родван Вассенар Обдам[нем.]
- 1683-1693/1714: Адриана София ван Раесфельт[нидерл.] († 1694), а с 1676 — Якоб II ван Вассенер Обдам[нидерл.] (1645-1714)

- 1714-1766: Унико Вильгельм ван Вассенер Обдам (1692-1766) и Додонеа Люсия ван Кослинга (1702-1769)
- 1766-1800: Карел Джордж ван Вассенер Обдам[нидерл.] (1733-1800) и Якоба Элизабет ван Стриен (1741-1816)
- 1800-1812: Якоб Унико Вильгельм ван Вассенер Обдам[нидерл.] (1769-1812) и его супруга Адриана Маргарета Клиффорд (1772-1797), после её смерти вторая супруга Маргарета Гелена Алевейн (1776-1802), а затем третья супруга София Вильгельмина Петронелла ван Хеккерен ван Келл (1772-1847).
- 1812/1831–1850/1875: Мари Корнели ван Вассенер Обдам[нидерл.] (1799-1850) и 1831 Якоб Дерк Карел ван Хеккерен ван Келл (1809-1875), известный как Якоб ван Хеккерен ван Твикель или Якоб ван Хеккерен ван Вассенер

### Родван Хеккерен[нем.]
- Якоба Дерка Карла ван Хеккерена[нидерл.] (1809-1875) и Изабель Слоет ван Тутенбург (1823-1872)
- 1875–1883: Карл Джордж ван Хеккерен ван Вассенер (1875-1883); скончался неженатым в возрасте 26 лет от тифа.
- 1883-1953: Родольф Фредерик ван Хеккерен ван Вассенер (1858-1936) и Мария Амели фон Альденбург-Бентинк[нидерл.] (1879-1975)
- 1953 – : Фонд Твикеля

### Фонд Твикеля
В 1953 году был основан Фонд Твикеля. Основной целью было сохранение замка как культурного памятника и парка как уникального природного заповедника. Поместье жолдно было стать яркой достопримечательностью региона, привлекающей туристов, любителей живой природы и поклонников старинного искусства. Отдельно оговаривалось, что Твикель должен сохранять своё историческое значение как культурный центр. Баронесса Мария Амели фон Альденбург-Бентинк внесла в фонд основную часть своего состояния. Оно включало непосредственно замок Твикель, а также окружающий его парк, фермы и все хозяйственные постройки. Домашний архив также стал собственностью фонда. Некоторое количество земель осталось в частной собственности баронессы. Однако после её смерти в 1975 году все оставшееся личное имущество по завещанию также перешло в Фонд.

## Описание замка

### Главное здание
Сооружение находится на искусственном квадратном острове и полностью занимает его территорию. Основой резиденции служит трёхэтажное здание с высокой крышей, где находится мансардный этаж. С юга к ней примыкает выступающая за пределы фасадной линии четырёхэтажная квадратная башня с конической крышей. Также с юга к главной резиденции под прямым углом примыкает ещё один жилой корпус. С севера к главному зданию пристроены ещё две квадратные башни — более высокая пятиэтажная и более крупная по площади четырёхэтажная.
Над главным входом находится большая каменная плита с родовыми гербами Госсена ван Раэсфельта и Агнес ван Твикель. Их окружают статуи Адама и Евы. Выше находится символическое Древо познания со змеёй. Сверху фасад венчает высокий фронтон. По обеим сторонам расположены эркеры из песчаника, также украшенные гербами. 
До начала XVIII века южная башня имела суженный восьмиугольный шпиль, который в 1727 году был заменён плоской крышей с балюстрадой. В XIX веке её заменили на нынешнюю пирамидальную крышу. Южное крыло возведено в 1643 годом. В 1692 году параллельно главной резиденции по проекту Якобуса Романа построили галерею с парадной лестницей.

### Парк и сады
Твикель славится своими садами и парком. Владельцы замка не жалели средств на их благоустройство и развитие. В ходе реконструкций проекты заказывали самым авторитетным ландшафтным архитекторам. Наиболее старый из известных садов датируется серединой XVII века. Тогда он находился к югу от замка. Его партеры располагались в сложной геометрической структуре вокруг решетчатой пирамиды. Также имелись две лиственные аллеи. В ту эпоху замок окружали обширные фруктовые сады и огороды. Вся территория имения была окружена живой изгородью и внешним рвом.
В начале XVIII века к северу разбили барочный сад и выкопали пруды. Огороды переместили подальше от замка. Около 1769 года к северу от внешнего рва основали охотничий заказник. Одновременно благоустроили небольшие участки леса недалеко от замка: там проложили аллеи и высадили экзотические деревья. В конце XVIII века весь внешний барочный комплекс был преобразован в ландшафтный парк. 
Около 1830 года парк был перепланирован по проекту Яна Давида Зохера. Также была построена оранжерея. В конце XIX века ландшафтный архитектор Хуго Поортман спроектировал парадный сад вокруг оранжереи. Его коллега Эдуард Петцольд разработал планы для остальной части парка. Среди прочего, в то время была построена так называемая Новая дорога, соединяющая Твикель со станцией Делден. Огороды перенесли на их нынешнее место на углу Твикельлан и Борнсештраат. 
Так называемый Каменный сад создали в XX веке. Инициатором выступила баронесса ван Хеккерен ван Вассенар, урожденная графиня Мария фон Альденбург Бентинк (1879–1975). 
Уже в XXI веке в парке прошла ещё одна серьёзная реконструкция. В 2008 году были реализованы проекты ландшафтного архитектора Михаэля ван Гесселя. В парке находится несколько зданий, признанных памятниками архитектуры: оранжерея, садовый домик, ледник и Желудёвый амбар. Парк замка Твикель — член Ассоциации ботанических садов Нидерландов. Коллекция цитрусовых деревьев входит в состав Национальной коллекции растений Нидерландов.

### Хозяйственная деятельность
В поместье Твикель расположено несколько ферм, узнаваемых по зданиям с белыми ставнями с чёрной отделкой. Сельскохозяйственной деятельностью управляет отдельный менеджер. Доходы от сдачи в аренду некоторых зданий и  пространств идут на текущие расходы по содержанию замка. Часть продукции, производимой на фермах, продаётся в фермерском магазине.

## Современное использование
Поместье Твикель ежегодно привлекает тысячи туристов. Посещение садов возможно за отдельную плату. Побывать на огородах можно в летние месяцы по средам и пятницам. При оранжерее, где произрастают цитрусовые деревья, в тёплое время года работает кафе. Сам замок можно посетить с гидом в течение только двух недель в августе. В День культурного наследия для посетителей открывают конюшни и каретный сарай, а также ландшафтный парк Бририет.
Леса и поля, окружающие замок, популярны среди любителей велосипедных прогулок. Через часть парка проходит популярный Европейский пешеходный маршрут E11 (местные жители больше называют его «Марскрамерпад»). С 1997 года на территории замка находится поле для гольфа, принадлежащее гольф-клубу Twentsche. В 2010 году в поместье Твикель проложили отдельную трассу для любителей маунтинбайка (горного велосипеда). Маршрут проходит как по существующим тропам, так и по специально разработанным дорожкам.

## Галерея
- Общий вид замка
- Центральный фасад
- Фонтан к северу от замкового рва
- Замковая оранжерея
- Мост, ведущий в замок